# アリストパネス (小惑星)
アリストパネス(2934 Aristophanes)は、ヴェリタス族の炭素質の小惑星であり、小惑星帯外側領域を公転する。直径は、約22kmである。1960年にパロマー・ライデン・サーベイで発見され、ギリシアの劇作家アリストパネスに因んで命名された。

## 発見
アリストパネスは、1960年9月25日にオランダのライデンの天文学者イングリット・ファン・ハウテン＝フルーネフェルトと夫のコルネーリス・ファン・ハウテンがカリフォルニア州のパロマー天文台でトム・ゲーレルスが撮影した写真乾板の中から発見した。

### パロマー・ライデン・サーベイ
1960年代には、パロマー天文台とライデン天文台の間で、実りのある協力調査が行われた。ゲーレルスはパロマー天文台のサミュエル・オシン望遠鏡（48インチシュミット望遠鏡）を用いて撮影し、写真乾板をライデン天文台のファン・ハウテン夫妻に送った。この3人組は、数千個の小惑星の発見者として登録されている。

## 軌道と分類
アリストパネスは、約8.5±0.5百万年前に形成された炭素質の若い小惑星族であるヴェリタス族の1つである。この小惑星族は、ヴェリタスに因んで命名され、約1300個の小惑星が分類されている:8,23。
小惑星帯外側領域の、太陽から3.0-3.3天文単位の起動を5年8カ月（2,062日）かけて公転している。軌道離心率は0.05、黄道に対する軌道傾斜角は9°である。観測弧は、公式な発見日の1日前の夜のパロマーから始まっている。

## 物理的性質
SMASS分類では、炭素質のC型小惑星の水和サブタイプで、0.7μmに吸収線を持つCh型に分類される。

### 自転周期
2017年時点で、測光観測からの光度曲線は得られていない。アリストパネスの自転周期、形、極等は未知である。

### 直径とアルベド
アメリカ航空宇宙局の広域赤外線探査機による観測で、アリストパネスの直径は21.941km、表面アルベドは0.110と測定された。

## 名前
古代アテネの喜劇作家であるアリストパネス（紀元前445年-紀元前385年）の名前に因んで命名された。公式な命名の由来は、1985年9月29日に小惑星センターから公表された。